# Colonel Sebastian Moran
Le colonel Sebastian Moran est le personnage clé de la nouvelle La Maison vide, qui célèbre le retour de Sherlock Holmes. C'est un associé du professeur Moriarty qui a juré de venger sa mort et de tuer Holmes. Holmes l’a décrit comme étant l’homme le plus dangereux de Londres après Moriarty.

## Biographie fictive

### Naissance
Selon l’index des biographies criminelles de Sherlock Holmes, Sebastian Moran est né à Londres en 1840. Il est le fils de Sir Augustus Moran, un compagnon de l'ordre du Bain (Order of the Bath), en son temps ambassadeur du Royaume-Uni en  Perse.

### Éducation et carrière militaire
Moran accomplit son éducation au collège de Eton et l’université d’Oxford avant de se lancer dans une carrière militaire. Engagé dans le 1st Bangalore Pioneers (un régiment fictif de l'Armée des Indes), il servit lors de l'expédition Jowaki de 1877 à 1878 ainsi que lors de la deuxième guerre anglo-afghane, au cours de laquelle il combattit à la bataille de Char-Asiab, le 6 octobre 1879 et pendant le siège du camp de Sherpur, le 23 décembre 1879, ainsi qu’à Kaboul.
Grand sportif et tireur d’élite, il fut l’auteur des livres Heavy Game of the Western Himalayas, publié en 1881, et de Three Months in the Jungle, sorti en 1884. Apparemment, il n'hésita pas à ramper dans un tuyau de canalisation, à la poursuite d’un tigre mangeur d’homme blessé.

### Carrière criminelle

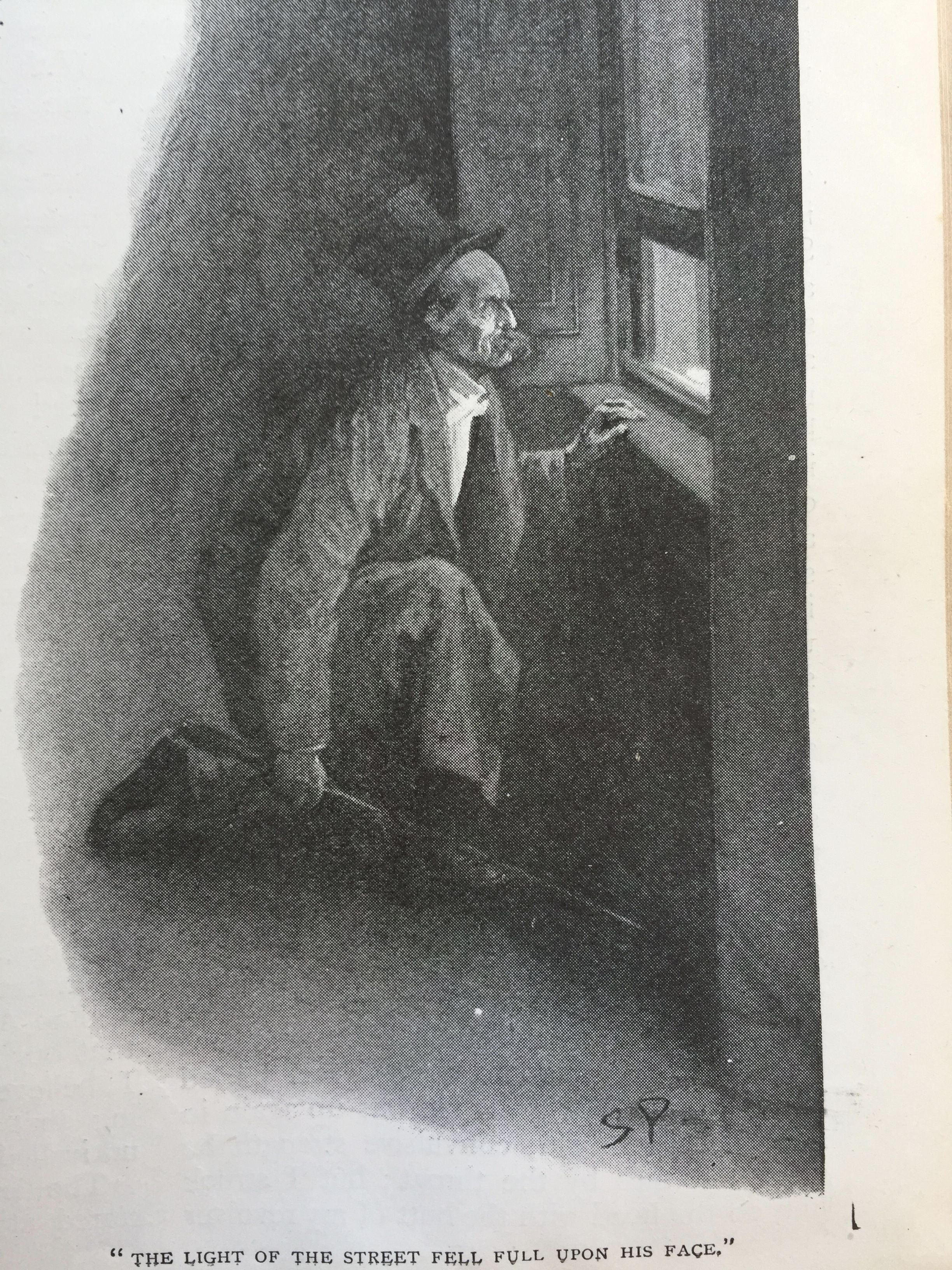
Tireur d'élite embusqué, le colonel Sebastian Moran se prépare à assassiner Sherlock Holmes. Illustration de Sidney Paget, 1903.

Rapidement, Moran devint un être malfaisant (Holmes attribua ce fait à l'hérédité). Bien qu’il n’y eût aucun scandale public, il fut obligé de se retirer de l’Armée des Indes et de retourner à Londres. Sous un couvert des plus respectables, avec une adresse à Conduit Street, dans le très chic quartier de Mayfair, membre de clubs huppés (l’Anglo-Indian Club, le Tankerville Club et The Bagatelle Card Club, tous des clubs fictifs), il persista néanmoins dans ses activités criminelles.
Il fut rapidement recruté par le professeur Moriarty et devint, pour un court laps de temps, l'équivalent de son aide de camp. Soutenu financièrement par Moriarty, il put ainsi mener un style de vie des plus confortables. Par la suite, grâce à ses talents exceptionnels de tireur au fusil, il en devint son exécuteur attitré : il assassina entre autres Mme Stewart à Lauder en 1887. Lors de l’élimination du réseau criminel de Moriarty dans Le Dernier Problème (début 1891), Moran réussit à échapper à toute mise en accusation et suivit son mentor aux chutes du Reichenbach. Après avoir été le témoin de la mort de son chef, causée par Holmes, Moran essaya de tuer le détective en provoquant une avalanche de roches sur lui. Mais Holmes y échappa. 
De retour à Londres, sans aucun revenu, Moran gagna sa vie aux jeux de cartes dans plusieurs clubs. Un jour, l’un de ses partenaires de jeu, Ronald Adair, constata que Moran ne gagnait qu'en trichant. Comme il menaçait de le dénoncer, Moran l'assassina le 30 mars 1894, à l'aide d'un fusil à air comprimé silencieux tirant des balles de revolver. Le docteur Watson et Holmes, soudainement réapparu, furent chargés de l'enquête. Moran, constatant que Holmes était de retour à Londres, lui tira dessus depuis une maison abandonnée, située en face du 221B Baker Street. Mais Holmes, ayant déjà compris la méthode utilisée pour le meurtre d’Adair, mystifia le colonel en le faisant tirer sur un mannequin. Lui-même était caché à son insu dans la même maison abandonnée, avec Watson et l’inspecteur Lestrade. À peine le coup de feu tiré, Moran fut saisi en flagrant délit et arrêté.
Dans l’aventure suivante, L'Illustre Client, Holmes note que Moran est toujours en vie. L’action se déroule en septembre 1902. Moran est également mentionné dans Son dernier coup d’archet quand Holmes évoque les nombreux adversaires qui avaient juré de se venger de lui. Le colonel Sebastian Moran apparaît également dans une pièce de théâtre mettant en scène Sherlock Holmes, The Crown Diamond, qui fut écrite au début des années 1900. Toutefois, lorsque la pièce fut adaptée en nouvelle — sous le titre La Pierre de Mazarin —, le personnage de Moran fut remplacé par le comte Negretto Sylvius.

## Autres apparitions
Le poème lyrique de T. S. Eliot, Gus: The Theatre Cat, inclus dans le recueil Old Possum's Book of Practical Cats paru en 1939, évoque un chat qui joua le rôle d’un tigre mangeur d’homme poursuivi dans un tuyau de canalisation par un colonel de l’Armée des Indes. Une allusion à une aventure de Moran relatée dans La Maison vide.
Dans les novelisations de la série Des agents très spéciaux par David McDaniel, dans les années 1960, Moran fonde l'organisation criminelle internationale THRUSH après la mort du professeur Moriarty à Reichenbach.
Moran apparaît également dans des romans de George MacDonald Fraser, de la série Les Archives Flashman : d'abord en tant que garçon dans Flash for Freedom! (1971), puis dans Flashman and the Tiger (1999). MacDonald le fait naître en 1834 et le nomme John Sebastian « Tiger Jack » Moran. Dans Flashman and the Tiger, au cours de la bataille de Rorke's Drift, Moran démontre une vitesse et une précision d’exécution au revolver proprement incroyables. 
Dans le roman Sherlock Holmes's War of the World (1975) de Manly Wade Wellman — une suite de La Guerre des mondes de H.G. Wells mettant en scène les personnages d'Arthur Conan Doyle — l'artilleur est présenté comme le fils de Moran. Moran est un personnage mineur de La Ligue des gentlemen extraordinaires, la bande-dessinée d’Alan Moore et Kevin O'Neill créée en 1999. C'est, avec Moriarty, un agent secret chargé par le MI5 de créer un empire criminel afin que le gouvernement puisse prendre le contrôle de la pègre.
Moran apparaît également dans plusieurs œuvres de Kim Newman:
- Il est un vampire dans le roman d’horreur Anno Dracula (1999) ;
- Dans la nouvelle The Man Who Got Off The Ghost Trail, Richard Jeperson est chargé d’élucider un mystère vieux d’une décennie, dans lequel Moran joue un rôle bref, mais d’autant plus mémorable ;
- La nouvelle A Shambles in Belgravia est une parodie de Un scandale en Bohême (A Scandal in Bohemia dans la version originale), présentant Moriarty et Moran dans les rôles de Holmes et Watson ;
- Dans la nouvelle The Red Planet League (une suite à A Shambles in Belgravia, publiée dans l'anthologie Gaslight Grimoire: Fantastic Tales of Sherlock Holmes, paru en 2008), Moran aide Moriarty à monter un canular censé avoir inspiré H. G. Wells pour la nouvelle L'Œuf de Cristal  et le roman La Guerre des mondes.

Dans la nouvelle de Martin Powell, Sherlock Holmes in the Lost World (publiée dans l'anthologie Gaslight Grimoire: Fantastic Tales of Sherlock Holmes, paru en 2008), Moran s’efforce de reconstruire l'empire de Moriarty après la mort de ce dernier. Il est éliminé par le professeur Challenger, autre personnage d'Arthur Conan Doyle, introduit dans le roman Le Monde perdu.
Moran apparaît dans deux nouvelles de l’anthologie Shadows Over Baker Street: New Tales of Terror!, publiée en 2003 : Une étude en vert de Neil Gaiman et Tiger! Tiger! de Elizabeth Bear.
Il apparaît également dans Moriarty d'Anthony Horowitz publié en octobre 2014.
On peut aussi noter qu'il apparaît dans le manga  Moriarty ou Yûkoku no Moriarty ( 憂国のモリアーティ) sorti en 2016 au Japon. Il est édité par Shueisha au Japon et par KANA en France.

## Cinéma et télévision
Moran est interprété par Alan Mowbray dans le film Le Train de la mort de Basil Rathbone, sorti en 1946.
En 1980, dans Les Aventures de Sherlock Holmes et du docteur Watson du réalisateur soviétique Igor Maslennikov son rôle est tenu par Nikolaï Krioukov.
Dans le film Élémentaire, mon cher... Lock Holmes de Thom Eberhardt, sorti en 1988, Moran (interprété par Tim Killick) apparaît en tant que garde du corps de Moriarty. Son arme de prédilection est un couteau à cran d’arrêt.
Il fait aussi une brève apparition de quelques épisodes dans la série nommée Elementary qui relate l'histoire de Sherlock Holmes ex-drogué à New York. Son rôle est interprété par Vinnie Jones.
Sebastian Moran sera aussi interprété par Paul Anderson dans le deuxième volet de la saga Sherlock Holmes (Sherlock Holmes : Jeu d'ombres de 2011) initiée par Guy Ritchie. Garde du corps et exécutant à la solde de l'illustre Pr J. Moriarty, il sera ici dépeint sous un jour sombre, présentant un personnage froid et déterminé qui n'hésitera pas à s'opposer vigoureusement à Sherlock Holmes et son acolyte jusque dans un duel fusil contre canon.